# Callobre (Miño)
Callobre o San Juan de Callobre (llamada oficialmente San Xoán de Callobre) es una parroquia del municipio de Miño, en la provincia de La Coruña, Galicia, España.

## Entidades de población
Entidades de población que forman parte de la parroquia:
- Anido
- Barbeita (A Barbeita)
- Brea (A Brea)
- Cachufeira
- Graña (A Graña)
- Pazo (O Pazo)
- Pousadoira (A Pousadoira)
- Retriz
- Santa Uxía
- Vigo

## Demografía
| Gráfica de evolución demográfica de Callobre entre 2000 y 2018 |
|                                                                |
| Población de derecho según el padrón municipal del INE         |